# Palais des Sports de Treichville
Palais des Sports de Treichville – wielofunkcyjna hala sportowa w stolicy Wybrzeża Kości Słoniowej, Abidżanie, w dzielnicy Treichville. Obiekt może pomieścić 3500 widzów.
W 2013 w hali zorganizowano mistrzostwa Afryki w koszykówce mężczyzn. Przed zawodami została wyremontowana i rozbudowana o nowe pomieszczenia kosztem 1,86 miliardów fraków. W 2017 gościła zespołowe mistrzostwa świata w taekwondo, młodzieżowe mistrzostwa Afryki w piłce ręcznej kobiet oraz igrzyska frankofońskie.